# Христианская коалиция Америки
Христианская коалиция Америки (англ. Christian Coalition of America) — американская религиозная политическая организация. 
Христианская коалиция Америки основана в 1989 году телевизионным проповедником Пэтом Робертсоном, который был её президентом до 2001 года. Активное участие в деятельности организации принимал политический консультант Ральф Рид. В середине и конце 1990-х годов помогла Республиканской партии завоевать большинство в Конгрессе. 
К 2008 году обеспеченность организации финансовыми ресурсами и кадрами ухудшилась по сравнению с 1990-ми годами. Это связывалось с потерей статуса некоммерческой организации и уплатой налогов, приходом вместо Робертсона нового руководителя Роберты Комбс, политическим скандалом в связи с обвинениями в коррупции Ральфа Рида. По заявлениям самой организации, в её рядах около 1,2 млн. человек, по данным организации People For the American Way, — около 300-400 тысяч.